# سیزیف ۱۸۶۶
سیارک ۱۸۶۶ (به انگلیسی: 1866 Sisyphus، نامگذاری:1972XA) هزار و هشتصد و شصت و ششمین سیارک کشف شده‌است که در ۵ دسامبر ۱۹۷۲ کشف شد.
قدر مطلق سیارک برابر ۱۳٫۰۰ است.